# Mohammed Kassid
Mohammed Kassid Kadhim Al-Jaberi (arabisch محمد كاصد كاظم الجابري, DMG Muḥammad Kāṣid Kāẓim al-Ǧābirī; * 10. Dezember 1986 in Bagdad) oder einfach nur Mohammed Gassid, aber auch Mohammed Kassid ist ein ehemaliger irakischer Fußballtorwart. Er war ebenfalls irakischer Nationalspieler.

## Karriere

### Verein
Durch seinen älteren Bruder Wissam Gassid inspiriert, begann Mohammed Gassid seine Profikarriere im Jahr 2003 bei Al-Karkh SC, wo er ein Jahr lang unter Vertrag stand.
2004 wechselte er zu Al-Naft, blieb aber auch dort nur ein Jahr, weil er 2005 zu Al-Shorta wechselte. Dort spielte er drei Jahre, bevor er im Jahr 2008 zu Al-Zawraa transferiert wurde. Zwei Jahre später kehrte er wieder zu Al-Shorta zurück. Nach kurzen Gastspielen bei Al-Zawraa und Arbil Club stand er ab Sommer 2011 beim Al-Talaba SC, ab 2012 erneut bei Al-Shorta und ab 2015 erneut bei Al-Zawraa unter Vertrag.

### Nationalmannschaft
Obwohl er im Verein regelmäßig spielte, war er nur Ersatztorhüter hinter Nur Sabri. Durch gute konstante Leistungen im Verein wurde er vom brasilianischen Trainer Jorvan Vieira zur Fußball-Asienmeisterschaft 2007 nominiert, die der Irak überraschend gewann. Er blieb während des Wettbewerbs ohne Einsatz. Beim Konföderationen-Pokal 2009 stieg er zum Stammtorwart auf. In den drei Spielen, die er absolvierte, kassierte er nur einen Gegentreffer.

## Titel und Erfolge
- Fußball-Asienmeisterschaft: 2007
- Asienspiele: Silbermedaille 2006